# Chiricahuia cavicola
Chiricahuia cavicola là một loài ruồi trong họ Tachinidae.